# 仏師

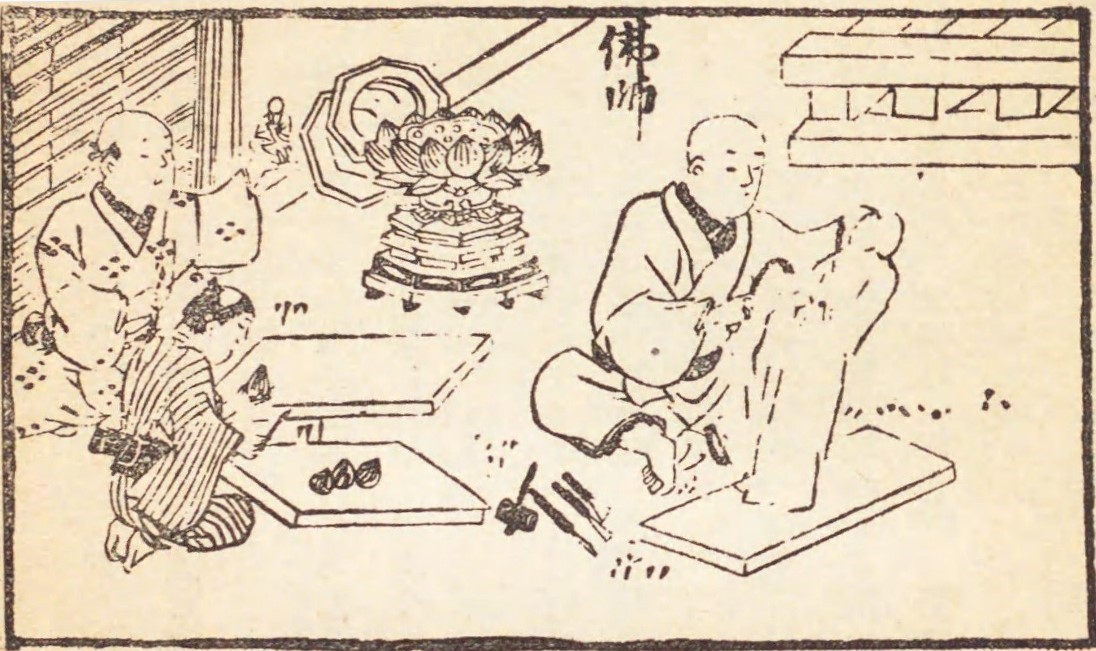
江戸時代の仏師

仏師（ぶっし）は、彫刻家の中で特に仏像を専門に作る者を指す。

## 歴史
そもそも、仏教では釈迦在世中から像を作る習慣がなく、没後しばらくは、釈迦の足跡を仏足石として礼拝するくらいだった。
その後、紀元前326年のアレクサンドロス3世のインド遠征と、その後の西アジアでの各ヘレニズム王朝の成立により、ギリシャの神像制作技術と文化が西アジア・中央アジアに伝来、ギリシャの神像を真似て、仏像・菩薩像が作られるようになった。

### 日本の仏師
日本の仏師は、日本への仏教伝来の時期に朝鮮半島・中国大陸から移住してきたのが始まりと推定される。

#### 飛鳥時代
仏教の伝来と共に、仏像制作技術を持った血縁集団が朝鮮半島や中国大陸から渡来、その長を仏師と称した。鞍作止利（止利仏師）の名が知られる。

#### 奈良時代
大寺、とりわけ官寺の工房組織である造寺司の下で、仏像を造営する官立の造仏所（ぞうぶつしょ）が新設された。飛鳥時代以来の仏師を中心とした技術者たちは、仏工（ぶっこう）として造仏所に属した。

#### 平安時代
官立の造寺司・造仏所が解体され、仏工たちは、それまで俗人だったのを改め、僧侶やそれに準じる身分を得て、各大寺の仏像制作所に属するようになった。そこで彼らは仏師と呼ばれるようになった。ただし、10世紀に入っても、御願寺造営のように、形骸化しつつも官営造営組織による造仏の場は依然として存在し、有力な仏師は特定の寺院や宗派を超えて活動していたようである。
また、宮中の絵所に属する絵師に対して、有力な寺社の庇護のもと、寺社の絵像の制作に従事した絵師たちは絵仏師（えぶっし）と呼ばれた。
摂関期に入った11世紀になると、有力な仏師たちは下から法橋、法眼、法印の三つの僧位からなる僧綱位を与えられ、大寺の制約を離れた独自の仏所を持ち、天皇や摂関家を始めとする権門にむけ盛んに造仏を行うようになり、その中心人物は大仏師と呼ばれた。定朝や鎌倉期の運慶・快慶らが、その中心である。

#### 室町時代
16世紀の奈良では、番匠出身の宿院仏師が活躍し、近世の職人仏師の先駆けとなった。この時期の仏師の詠んだ歌としては、『七十一番職人歌合』の二十六番に見られる。

## 主な仏師

### 古代
- 鞍作止利
- 山口大口費
- 国中連公麻呂

### 中世
- 院派
- 円派
- 慶派
- 善派
- 頼助
- 康助
- 康朝
- 成朝

### 近世
- 円空

### 近現代
- 高村光雲
- 新納忠之介
- 松久朋琳
- 小野寺久幸
- 山崎祥琳
- 西村公朝
- 松本明慶
- 籔内佐斗司
- 伊藤真乗